# Хэвлок Витинари
Хэвлок Витина́ри (англ. Havelock Vetinari) — персонаж книг цикла «Плоский мир» английского писателя Терри Пратчетта. Один из наиболее узнаваемых и часто встречающихся в романах героев Плоского мира, несмотря на то, что практически ни разу не являлся главным действующим лицом того или иного произведения. Патриций Анк-Морпорка, единый авторитарный и легитимный правитель города. Несомненно, наиболее успешный патриций за всю историю анк-морпоркского патрицианства. Гениальный политик без пороков, чуждый излишеств и чистых эмоций, прагматик, циник, безжалостная и целеустремлённая личность, коротает вечера за чтением деловых бумаг, изредка «позволяя себе такое волнующее переживание, как игра в шахматы».

## Внешность
Высокий, худощавый мужчина неопределённого возраста. В одежде предпочитает практичный чёрный цвет. Хэвлок Витинари имеет синие глаза и небольшую, аккуратно подстриженную чёрную бородку. В нескольких книгах упоминается, что он обладает грацией «плотоядного фламинго». После событий, описанных в книге «К оружию! К оружию!», во время прогулок не расстается с тростью. Так же носит абсолютно чёрное кольцо-печатку из стигия с буквой «V» и чёрные ботинки восьмого размера.

## Биография
Является потомком очень богатой и влиятельной семьи, воспитывался своей тётей леди Робертой Мизероль (англ. Roberta Meserole), к которой испытывал искреннее уважение. Она считается его единственной живой близкой родственницей.
Будущий патриций прошёл полный курс обучения в анк-морпоркской школе наёмных убийц, состоящей при одноимённой гильдии, где помимо навыков профессионального наёмного убийцы получил отменное образование. Всегда тяготел к гуманитарным наукам и проявлял невероятную терпеливость и старательность во всём, чем решал заниматься. Всячески оттачивал свой острый ум, стремясь везде и всюду добиваться совершенства. Окончил школу с отличием в 1968 году, в настоящее время является её проректором.
В возрасте восемнадцати лет юный Хэвлок оказался участником событий Славной революции из книги «Ночная стража». С тех пор каждое 25 мая он носит на лацкане соцветие сирени в память о тех событиях и по праву является «одним из тех, кто был там». Его приход к власти в книгах не описан.

## Общая характеристика

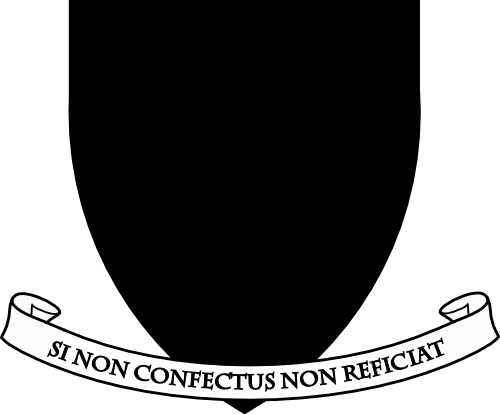
Герб Витинари

Лорд Витинари явился первым «сносным» патрицием в длинной череде безумных и порочных тиранов, терроризировавших Анк-Морпорк долгое время. Отношение народа к своему правителю нельзя назвать тёплым или, хотя бы, симпатизирующим, но при этом Хэвлок Витинари стал настоящим глотком свежего воздуха для жителей Анк-Морпорка, и даже если где-то ведутся разговоры о несовершенстве его политической позиции или его методов, практически всегда всплывает фраза «но раньше было намного, намного хуже», и никто не может не согласиться с этим мнением.
Основополагающая теория, формирующая политику и систему управленческих методов Витинари проста: «каждый желает стабильности в большей степени, чем он желает справедливости и истины». Исходя из этого, Витинари не стремится подстроить миропорядок под свои взгляды на то, каким этот миропорядок должен быть. Вместо этого он принимает как факт все существующие общественные положения, начиная с несовершенства законодательства и заканчивая реальной властью преступников, после чего совершенствует их, заставляя становиться частями работающего механизма под названием «Анк-Морпорк» — механизма собранного из подручного мусора, уродливого и грозящего развалиться в любой момент, но, тем не менее, работающего как часы. Например Витинари официально легализует преступность, чтобы она была более организованной, узаконивает существование Гильдии Наёмных Убийц и Гильдии Воров, наделяя их множеством свобод и безоговорочно принимая все требования глав гильдии. Даруя городу стабильность, Витинари получает власть даже над самыми могущественными и опасными элементами выстроенной им системы, ибо даже убийцы и воры желают стабильности.
Вкупе с выдающимся интеллектом и способностью видеть истинную суть вещей и поступков, лорд Витинари владеет способами получения самой надёжной информации в самые сжатые сроки, из-за чего все намерения и помыслы подчинённых ему личностей кажутся заранее предсказанными. Такое положение вещей заметно усиливает его авторитет и заставляет влиятельнейших личностей в Анк-Морпорке опасаться патриция и стараться не вызывать его недовольство. В целом же главный секрет нерушимой власти Витинари заключается в том, что несмотря на непредсказуемость, несносный в некоторой степени характер и отсутствие зримых гарантов его власти, его правление продолжается благодаря тому, что он привносит порядок в хаотичную суть Анк-Морпорка и жизнь его горожан. Патриций в совершенстве владеет приёмами манипуляции и умело стравливает самых влиятельных жителей Анк-Морпорка между собой в борьбе за власть, которая всегда будет принадлежать лишь ему самому. Лорд Витинари является идеальным правителем, ибо на своей должности устраивает абсолютно всех.

## Интересные факты
- Считается, что прототипом патриция является Никколо Макиавелли: в книге «Ноги из глины» Витинари пишет книгу «Слуга», что является аллюзией на книгу «Государь»[7].
- В телевизионном фильме «Цвет волшебства» 2008 года патриция сыграл актёр Джереми Айронс[8].
- В телевизионном фильме «Опочтарение» 2010 года патриция сыграл актёр Чарльз Дэнс[9].
- Лорд Витинари является одним из персонажей настольной игры «Плоский мир: Анк-Морпорк» (англ. Discworld: Ankh-Morpork)[10].
- В телесериале BBC «Стража» (англ. Discworld: Ankh-MorporkThe Watch) 2021 года Лорд Витинари является женским персонажем, его сыграла Анна Чанселлор[11]